# 1,3-デヒドロアダマンタン
1,3-デヒドロアダマンタン(1,3-Dehydroadamantane)は、化学式C10H14で表される炭化水素である。IUPAC名は、テトラシクロ[3.3.1.13,7.01,3]デカンである。アダマンタンの2つの水素原子を除去し、分子内結合を形成することで得られる。多環炭化水素であり、2つの大きな環の間にメタンジイル基を持つ[3.3.1]プロペランの誘導体と見なすこともできる。
他の小環プロペランと同様に、この化合物もかなり歪みが大きく、不安定である。

## 合成
1,3-デヒドロアダマンタンは、1969年にリチャード•ピンコックとエドワード•トルプカによって、下記のように1,3-ジハロアダマンタンを還元することによって得られた。

## 反応

### 酸化
空気中の酸素と、半減期6時間で反応し、過酸化物を生成する。 過酸化物は、水素化アルミニウムリチウムと反応することで、二水酸化物となる。

### 重合
[1.1.1]プロペランと同様に、1,3-デヒドロアダマンタンは、アキシアル結合を切断し、できたラジカルで直鎖を形成することにより、重合することができる。
同様にして、1,3-デヒドロアダマンタンは、テトラヒドロフラン中で金属リチウムを開始剤として、アクリロニトリルとラジカル付加重合する。生成した共重合体は、217℃にガラス転移点を持つ。